# David Saint-Jacques
David Saint-Jacques (Québec, 6 gennaio 1970) è un astronauta e astrofisico canadese.

## Vita privata
Saint-Jacques è sposato e ha tre figli. Nel tempo libero gli piace andare in montagna, in bici, in barca e sciare. Possiede una licenza di pilota commerciale di aerei multi-motore e qualifiche del volo strumentale, e una patente avanzata di immersione subacquea. Saint-Jacques parla fluentemente inglese e francese e può conversare in russo, spagnolo e giapponese.

## Carriera accademica
Saint-Jacques ha conseguito una laurea in ingegneria al École polytechnique de Montréal, Canada (1993) e un dottorato astrofisica all'Università di Cambridge, Regno Unito (1998). Dopo il dottorato ha iniziato a lavorare come ingegnere biomedico sulla progettazione dell'equipaggiamento radiologico per l'angiografia al Lariboisière Hospital a Parigi, Francia. Durante gli studi di laurea in astrofisica ha sviluppato le ottiche adattive e i sistemi di interferometria per il Cambridge Optical Aperture Synthesis Telescope e il Telescopio William Herschel nelle Isole Canarie. Le sue ricerche di dottorato includevano lo sviluppo del Mitaka infrared interferometer array in Giappone e il sistema di ottiche adattive del Telescopio Subaru nelle Hawaii (tra il 1999 e il 2001), dopo essersi unito al dipartimento di astrofisica dell'Università di Montréal. 
Saint-Jacques ha completato la laurea in medicina all'Università di Laval a Quebec nel 2005 e il tirocinio in medicina generale all'Università McGill a Montréal, Canada nel 2007, dove si è concentrato sulle pratiche di medicina isolata.
Prima di unirsi all'Agenzia spaziale canadese (CSA), Saint-Jacques è stato un medico generico e il co-primario al Inuulitsivik Health Centre in Puvirnituq, Nunavik. È stato un professore associato del corso medicina generale all'Università McGill e ha supervisionato i tirocinanti a Nunavik. Nella sua carriera ha inoltre lavorato in Francia e Ungheria e ha svolto tirocini di medicina nel Libano e nel Guatemala.

## Carriera come astronauta
Saint-Jacques è stato selezionato il 13 maggio 2009 come astronauta del Gruppo 3 della CSA. Ad agosto dello stesso anno ha iniziato l'addestramento di base dei candidati astronauti a Houston insieme al Gruppo 20 della NASA e al Gruppo 5 della JAXA. Nel 2011 ha completato l'addestramento che comprendeva la conoscenza dei sistemi e delle procedure della Stazione spaziale internazionale (ISS), attività extraveicolari (EVA), robotica, addestramento di volo a bordo del T-38, addestramento geologico sul campo, conoscenza della lingua russa e prove di sopravvivenza nelle terre disabitate in estate, in inverno e nell'acqua. Da quel momento ha continuato ad addestrarsi per approfondire le conoscenze in geologia, glaciologia, speleologia, e altre spedizioni scientifiche come NEEMO 15 a Key Largo e ESA CAVES 2013 in Sardegna.
Dopo aver completato l'addestramento è stato assegnato al ramo robotico dell'Ufficio degli astronauti NASA e ha successivamente ricoperto i seguenti ruoli: astronauta di supporto per l'equipaggio dell'Expedition 35/36, Capo CAPCOM per l'Expedition 38, vice CAPCOM per le missioni di rifornimento Cygnus CRS Orb-1 e Cygnus CRS Orb-2, Capo CAPCOM per Cygnus CRS Orb-3, Cygnus CRS Orb-4 e SpaceX CRS-6. È stato poi Istruttore CAPCOM e ha supportato le Operazioni dei veicoli nel ramo di Integrazione della ISS.

### Expedition 58/59
Il 16 maggio 2016 la CSA ha annunciato la sua assegnazione alla missione Expedition 58/59 a bordo della Sojuz MS-11 con il comandante Kononenko e l'ingegnere di volo 2 McClain con partenza prevista per dicembre 2018. Il 3 dicembre 2018 alle 11:31 UTC è partito dal Cosmodromo di Bayqoñyr.